# Gangkofen

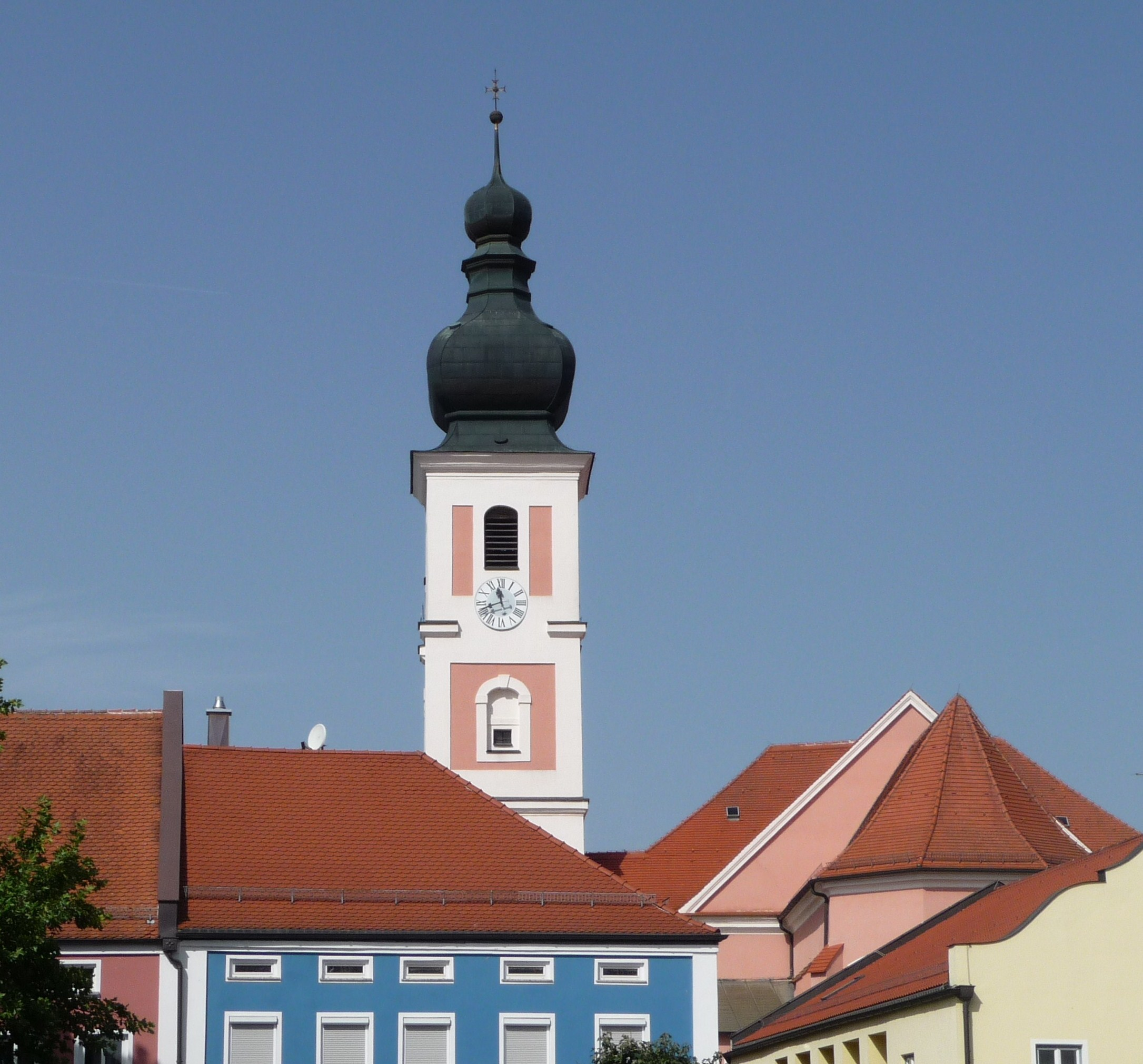
Pfarrkirche Mariä Himmelfahrt

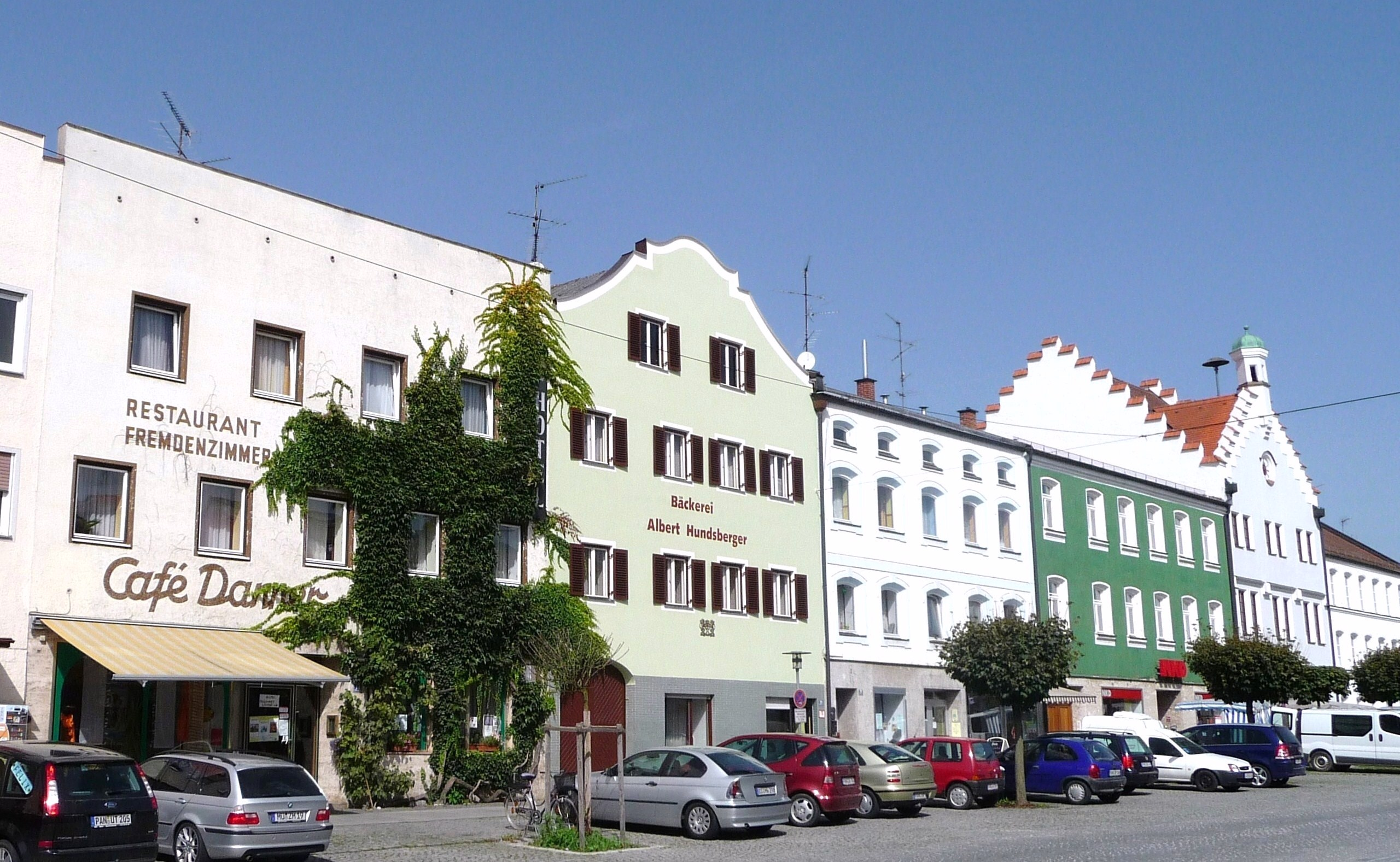
Bürgerhäuser am Marktplatz

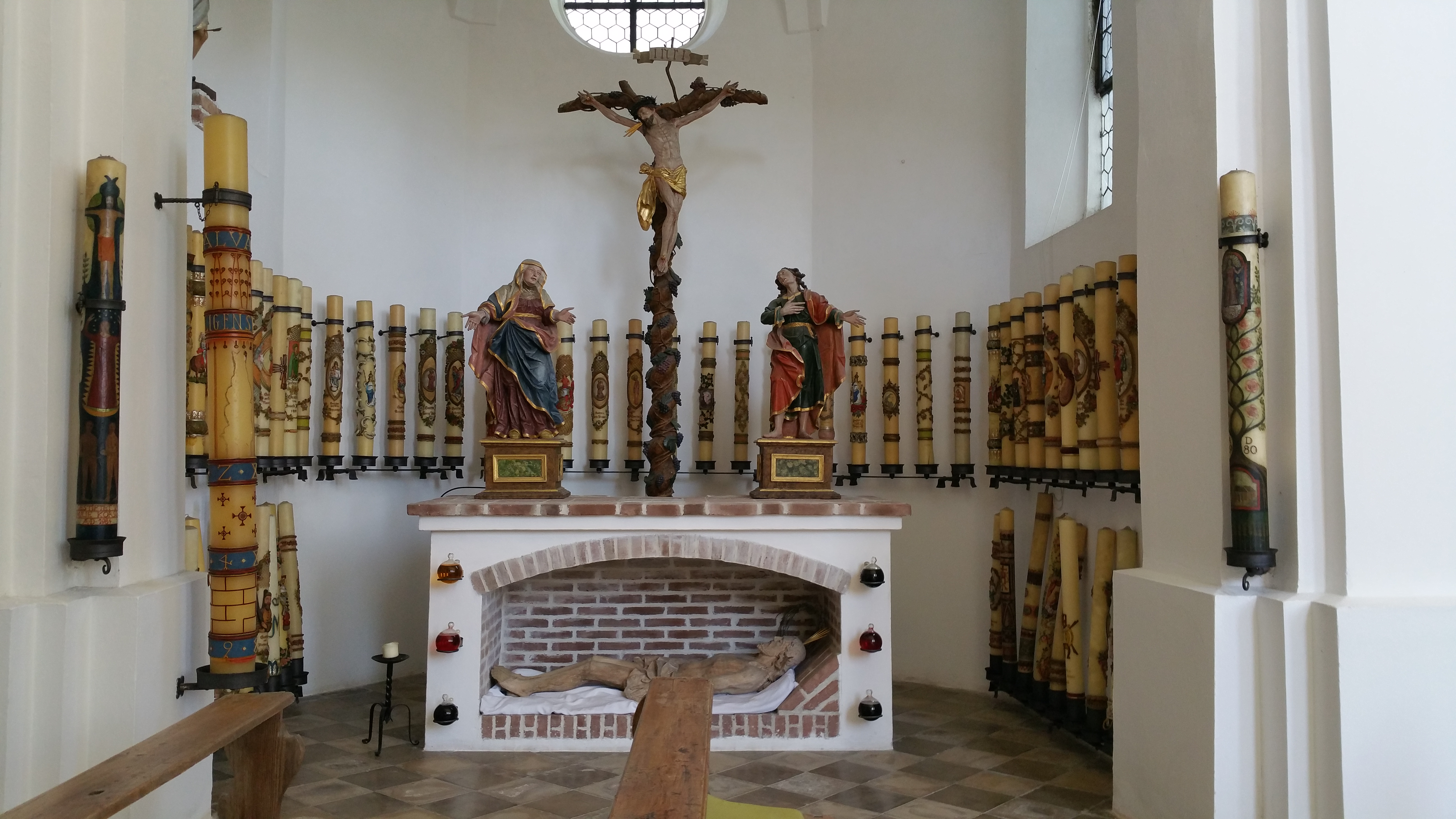
Wallfahrtskirche St.Salvador (Heiligenstadt)

Gangkofen ist ein Markt im niederbayerischen Landkreis Rottal-Inn.

## Geografie
Gangkofen liegt im Tal der Bina an der B 388, etwa 16 km westlich von Eggenfelden, 26 km südlich von Dingolfing, 40 km südöstlich von Landshut, 25 km nördlich von Mühldorf am Inn und 32 km von Pfarrkirchen entfernt.
Gangkofen ist die westlichste Gemeinde des Landkreises Rottal-Inn. Sie grenzt im Norden an den Landkreis Dingolfing-Landau, im Süden an den Landkreis Mühldorf am Inn und im Westen an den Landkreis Landshut. Gangkofen wird insgesamt der Region Rottal zugerechnet, da der Markt zum Altlandkreis Eggenfelden (im Rottal) gehörte und wirtschaftlich und kulturell eher nach Osten orientiert ist. Die westlicheren Teile der Gemeinde – die ehemaligen Landgemeinden Dirnaich und Hölsbrunn – gehörten ursprünglich zum Altlandkreis Vilsbiburg (im Vilstal), sodass sich deren Einwohner bis heute in diese (westliche) Richtung orientieren.

### Gemeindegliederung

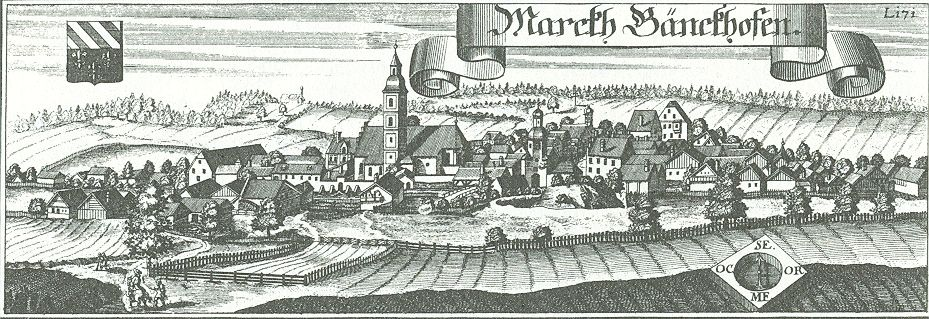
Markt Gangkofen nach einem Stich von Michael Wening von 1721

Es gibt 171 Gemeindeteile:
- Abessen
- Aich
- Albanöd
- Angerbach
- Apfelthann
- Asbach
- Atzing
- Au
- Aurolfing
- Baumgarten
- Bergmeier
- Bermering
- Binamühl
- Birding
- Blankenöd
- Bleibrunn
- Brandstetten b. Reicheneibach
- Brandstetten b. St. Nikola
- Bruck
- Brückl
- Bubenöd
- Buchberg
- Butzenbach
- Deingrub
- Dirnaich
- Dörfl
- Ecken
- Edeneibach
- Edenkatzbach
- Edgarten
- Elsenberg
- Engersdorf
- Eppen
- Eselberg
- Fatzöd
- Feld
- Flexöd
- Forst
- Frauenöd
- Freiling
- Fuchsberg
- Fußöd
- Gangkofen
- Gattersteig
- Geiging
- Geiselberg
- Gengham
- Giglöd
- Gindering
- Goldbrunn
- Grammelsberg
- Grub b. Obertrennbach
- Grub b. Reicheneibach
- Gruber
- Hackenberg
- Haselthann
- Heck
- Heiligenbrunn
- Heiligenstadt
- Hermannsöd
- Hintergindering
- Hinterreisach
- Hinzing
- Hochwimm
- Hofwimm
- Höhhaus
- Hölsbrunn
- Holzbinder
- Holzhäuseln
- Holzjakl
- Holzreit
- Holzschneider
- Holzwoferl
- Hopfloh
- Hub
- Huttenkofen
- Irlach
- Kager
- Kaisreith
- Klorberg
- Kobl b. Nutzbach
- Kobl b. Reicheneibach
- Kolbeck
- Kollbach
- Kottenöd
- Kurmer
- Lackner
- Langenkatzbach
- Leitl
- Leingarten
- Limmer
- Linn
- Linnöd
- Lukasöd
- Magassing
- Mailing
- Maisberg
- Malling
- Mandl
- Marastorf
- Matzing
- Mitterschmiddorf
- Niedertrennbach
- Nußbaumöd
- Nutzbach
- Oberalmsham
- Oberauersberg
- Oberbachham
- Oberndorf
- Oberried
- Oberschmiddorf
- Obertrennbach
- Oberviehhausen
- Öd
- Ofen
- Ottenöd
- Pading
- Panzing
- Pavenzing
- Pechhäusl
- Plaikamühle
- Racksdorf
- Radlkofen
- Rauschöd
- Reicheneibach
- Riebersberg
- Riemberg
- Rohrach
- Rußbrenner
- Sackstetten
- Sankt Nikola
- Satzing
- Saueröd
- Schattenkirchen
- Schelnlohe
- Scherzlthambach
- Scheuering
- Schmiedsberg
- Schmiedsöd
- Schnatzling
- Schöfthal
- Schönhub
- Schönviehhausen
- Schrettenbrunn
- Schröll
- Seemannshausen
- Seereit
- Sesselsberg
- Siebengadern
- Sölgerding
- Spielberg
- Spitzgrub
- Stadlhof
- Stauern
- Steinberg
- Stockach
- Straß
- Stubengrub
- Taubendorf
- Thalkofen
- Unteralmsham
- Unterauersberg
- Unterbachham
- Unterholzen
- Unterschmiddorf
- Uttendorf
- Vohberg
- Vorderreisach
- Vorrach
- Weiher
- Wickering
- Wiedersbach
- Wiesbach
- Wiesen
- Wimmersdorf
- Wintersberg
- Wöhr
- Wüst

## Geschichte

### Bis zur Gemeindegründung
Gangkofen wurde 889 erstmals urkundlich erwähnt. Es soll 1007 bei der Gründung des Bistums Bamberg zu dessen Ausstattungsgut gehört haben. 1279 schenkte Graf Wenhard II. von Leonberg dem Deutschen Orden das Patronatsrecht über die Pfarrei und gründete damit die Deutschordenskommende in Gangkofen. Dies führte dazu, dass das Ordensgebiet ein Teil der Deutschordensballei Franken war und somit auch ab 1500 zum Fränkischen Reichskreis gehörte. Der Rest Gangkofens gehörte zum Bayerischen Reichskreis. Bis zu ihrer Auflösung 1805/06 war diese Kommende die einzige Niederlassung des Deutschen Ordens im heutigen Niederbayern.
Im Jahr 1379 erhielt Gangkofen das Marktrecht. Das Wappen wurde 1450 von Herzog Ludwig IX. von Bayern-Landshut verliehen. Der Aufschwung wurde jedoch von verheerenden Feuersbrünsten (so etwa 1590 und 1666) und Kriegswirren (Einmarsch der Schweden 1632 und 1648), sowie Pestepidemien (1357 und 1649) immer wieder zunichtegemacht.
Am 23. Januar 1505 unterlag Georg Wisbeck, oberster Hauptmann von Elisabeth und Ruprecht von der Pfalz im Landshuter Erbfolgekrieg 1504/05 (auch Bayrische Fehde oder bayrisch-pfälzischer Erbfolgekrieg genannt) bei Gangkofen den bayerischen Truppen. Dies war die letzte größere Schlacht im Landshuter Erbfolgekrieg.
Der Markt war vor 1803 Pflegamt und gehörte zum Rentamt Landshut des Kurfürstentums Bayern. Die Kommende des Deutschen Ordens, die mit der Edelmannsfreiheit (Hofmarksrecht) begabt war und die Vogtei über ihre einschichtigen (behausten) Güter ausübte, wurde 1806 durch das Königreich Bayern aufgelöst. Gangkofen besaß darüber hinaus ein magistratisches Marktgericht. Im Zuge der Verwaltungsreformen in Bayern entstand mit dem Gemeindeedikt von 1818 die politische Gemeinde.

### 19. und 20. Jahrhundert
Am 15. Oktober 1875 erhielt Gangkofen mit Eröffnung der Bahnstrecke Mühldorf–Pilsting Anschluss an das Eisenbahnnetz. Vom September 1970 bis ca. 2015 wurde diese Strecke noch für den Transport von Gütern genutzt, seit etwa 2015 ist sie vollständig stillgelegt.

### Eingemeindungen
Im Zuge der Gebietsreform in Bayern wurden am 1. Januar 1972 die Gemeinden Kollbach, Obertrennbach, Panzing, Reicheneibach und Teile von Malling eingegliedert. Am 1. Mai 1978 kamen Dirnaich, Hölsbrunn sowie Gebietsteile der aufgelösten Gemeinden Sallach und Thambach, die dem Landkreis Mühldorf am Inn angehörten, hinzu.

### Einwohnerentwicklung
Zwischen 1988 und 2018 wuchs der Markt von 6032 auf 6432 um 400 Einwohner bzw. um 6,6 %.

## Politik

### Marktgemeinderat
Bei der letzten Kommunalwahl am 15. März 2020 kam es bei einer Wahlbeteiligung von 57,4 % zu folgendem Ergebnis (in Klammern der Stimmenanteil):
- CSU: 8 Sitze (−1) (40,5 %)
- SPD: 2 Sitze (+2) (8,3 %)
- FWG: 5 Sitze (+0) (26,0 %)
- BP: 3 Sitze (+3) (14,1 %)
- WG Kollbach: 2 Sitze (+0) (11,2 %)

Die UWG, die bisher 4 Sitze im Marktgemeinderat hatte, trat bei der Kommunalwahl 2020 nicht mehr an.

### Bürgermeister
Erster Bürgermeister ist seit Mai 2008 Matthäus Mandl (CSU). Er wurde bei der Kommunalwahl 2014 mit 93,19 % und bei der Kommunalwahl 2020 mit 91,2 % der abgegebenen Stimmen wiedergewählt.

### Wappen
| Wappen von Gangkofen | Blasonierung: „Unter dreimal von Silber und Blau schräg geteiltem Schildhaupt in Schwarz drei, zwei zu eins gestellte, silberne heraldische Lilien.“ |
| Wappen von Gangkofen | Wappenbegründung: Die Silber-Blau-Schrägteilung des Schildhaupts ist als Minderung des landesherrlich-wittelsbachischen Rautenwappens zu deuten und wird im Wappenbrief von 1450 mit „vier Weklein“ bezeichnet. Die Herkunft der Lilien ist nicht geklärt; wahrscheinlich sollen sie auf die Kommende des Deutschen Ritterordens verweisen, die 1278/79 durch die Grafen von Leonberg in Gangkofen begründet wurde und in der Folgezeit das Herrschaftsgefüge vor Ort entscheidend prägte. Gangkofen wird 1280 erstmals als Markt genannt. Das älteste Siegel, das in Abdrucken seit 1556 überliefert ist, entspricht in der bildlichen Gestaltung dem Wappen von 1450. Bis zum 19. Jahrhundert blieben Wappen und Siegel unverändert; Mitte des 16. Jahrhunderts wurde das Schildhaupt seitenverkehrt abgebildet, in neuerer Zeit auch mehrfach gerautet. Dieses Wappen wird seit 1450 geführt. |

## Kultur und Sehenswürdigkeiten

### Bauwerke
Mit 210 Metern Länge und 18 Metern Breite besitzt der 0,6 Hektar große Marktplatz ein annähernd typisches Verhältnis von 1:8. Die Häuser haben teilweise noch die alten Schweifgiebel. Die Pfarrkirche wurde nach dem großen Brand von 1666 bis 1670 neu errichtet, der Kirchturm kam 1695 bis 1697 dazu. Nordwestlich der Kirche liegt die 1691 neu erbaute dreiflügelige Spätbarockanlage der Deutschordens-Kommende. Am südöstlichen Ortsrand liegt die Kirche Heiligenstadt, bemerkenswert ist insbesondere der Hochaltar aus dem Jahr 1480.
Im Gemeindeteil Malling befand sich das abgegangene Schloss Malling, im Gemeindeteil Panzing lag das ebenfalls abgegangene Schloss Panzing.

### Medien
Zwei lokale Tageszeitungen zählen Gangkofen zu ihrem Verbreitungsgebiet: Der „Rottaler Anzeiger“ (Regionalausgabe der Passauer Neuen Presse, PNP) hat seinen Redaktionssitz knapp 35 km östlich in Pfarrkirchen, die Vilsbiburger Zeitung (der Zeitungsgruppe Landshuter Zeitung/Straubinger Tagblatt zugehörig) im etwa 17 km westlich gelegenen Vilsbiburg. Jahrelang entzündete sich dann und wann ein Konkurrenzkampf zwischen den Blättern um die Leserschaft der Marktgemeinde, nun scheinen die Linien abgesteckt und es herrscht Frieden.

## Persönlichkeiten

### Söhne und Töchter des Ortes
- Sibylle Kynast (* 31. Januar 1945), Musikerin
- Friedrich Götz (* 25. Mai 1945), Mikrobiologe und Molekularbiologe
- Frances Schoenberger (* 23. September 1945), Filmjournalistin
- Hans Günter Huniar (* 25. August 1949), Richter und Kommunalpolitiker
- Andreas Burkert (* 12. Mai 1959), Astrophysiker und Hochschullehrer
- Ottmar Edenhofer (* 8. Juli 1961), Chefökonom am Potsdam-Institut für Klimafolgenforschung
- Rudolf Ratzinger (* 3. Juni 1966), Musiker
- Thomas Rausch (* 13. März 2000), Fußballspieler
- Peter Käser (* 1948), Heimatforscher und Autor[8]

### Persönlichkeiten, die vor Ort gewirkt haben
- Heinrich Seemann († um 1259), Domherr in Regensburg, stiftete 1255 das Kloster Seemannshausen
- Heinrich IV. (Ortenburg) († 1395), Graf von Ortenburg, erhielt 1350 Besitz in Gangkofen
- Karl Schweikard von Sickingen († 1711), Ritter des Deutschen Ordens, von 1685 bis 1687 Komtur der Kommenden Regensburg und Gangkofen
- Konrad Christoph von Lehrbach (1677–1767), Ritter des Deutschen Ordens, von 1718 bis 1725 Komtur zu Regensburg und Gangkofen
- Johann Evangelist Fischer († 1790), Pfarrer, übersetzte eine mehrbändige Geschichte der Christenheit aus dem Französischen
- Ludwig Edenhofer junior (1861–1940), Orgelbauer und Cellist, baute 1902 eine Orgel für Angerbach
- Franz Seraph Reicheneder (1905–1976), Historiker und Heimatforscher, war von 1933 bis 1936 Kaplan der Gangkofer Kirchgemeinde
- Willi Baumeister (1927–1997), Bildhauer, schuf 1991 die Skulptur „Begegnung“ für den Gangkofener Marktplatz
- Paul Mai (1935–2022), Priester und Historiker, wuchs unter anderem in Gangkofen auf
- Dietmar Petzina (* 1938), Ökonom und Wirtschaftshistoriker, wuchs unter anderem in Gangkofen auf
- Konrad Lex (* 1974), Skibergsteiger, Mitglied der DAV-Sektion Gangkofen